# Megabruchidius sophorae
Megabruchidius sophorae is een keversoort uit de familie bladkevers (Chrysomelidae). De wetenschappelijke naam van de soort werd in 2004 gepubliceerd door Tuda & morimoto.